# Zapora Atatürka

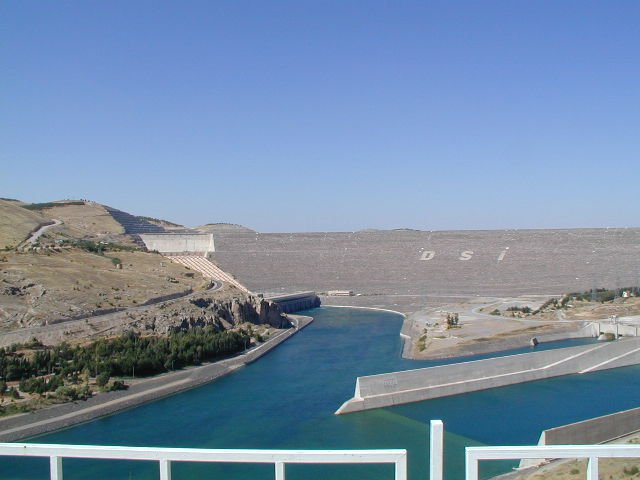
Widok na zaporę i zbiornik wodny Atatürk

Zapora Atatürka (tur.: Atatürk Barajı) – tama i sztuczne jezioro (jezioro Atatürk) na rzece Eufrat w regionie Anatolia Południowo-Wschodnia w Turcji. Budowana od 1983 roku, została oddana do użytku w 1992 roku. Koszt budowy wyniósł ok. 1,4 miliarda USD. Nazwana od imienia Mustafy Kemala Atatürka. 
Tama ma 1819 m długości oraz 169 m wysokości. Powstałe jezioro ma powierzchnię 817 km². Elektrownia wodna ma moc 2400 MW.
Konsekwencją powstania zapory stało się przesiedlenie z miejsca dotychczasowego zamieszkania ponad czterdziestu pięciu tysięcy osób oraz zalanie stanowiska archeologicznego  (Nevalı Çori).